# Perinthus dudleyanus
Perinthus dudleyanus är en skalbaggsart som beskrevs av Thomas Casey 1889. Perinthus dudleyanus ingår i släktet Perinthus och familjen kortvingar. Inga underarter finns listade i Catalogue of Life.